# Against Me!
Against Me! — американская рок-группа, образовавшаяся в 1997 году в Нейплсе (Флорида) и исполняющая панк-рок с элементами фолк-рока. Три первых альбома Against Me! выпустили на независимых лейблах, в 2005 году перешли на Sire: здесь в декабре 2007 года вышел альбом New Wave (#57 US), принесший им международную известность.

## История группы
История Against Me! берет начало в 1993 году, когда Лора Джейн Грейс (имя при рождении Томас Джеймс Гэйбл), Джеймс Боуман и Дастин Фридкин (басист первого состава), ученики средней школы в городе Нейплс, штат Флорида, объединились на почве любви к радикальному панк-рок, чем восстановили против себя консервативно настроенных старшеклассников. После жестокой драки родители отправили Боумана к сестре в Сент-Питерберг, Флорида, а Грейс перешла на домашнюю программу обучения, которую так и не завершила. Аттестат (GED) она получил только в 19 лет, уже находясь в специальном учебном заведении для подростков, исключённых из средних школ. Работая на автопредприятии, она начала играть на бас-гитаре в грандж-группе Common Affliction и писать собственные песни.
В 1997 году 17-летняя Грейс образовала первый (акустический) вариант Against Me!. В течение последующих трёх лет она сумела призвать под знамёна группы старых школьных друзей — в их числе был гитарист Джеймс Боуман (англ. James Bowman) и драммер Уоррен Оукс (англ. Warren Oakes) — и завоевать авторитет на американской андеграундной сцене.
В 2002 году после выхода Reinventing Axl Rose в Against Me! пришёл Эндрю Сьюард, уроженец Теннесси; так сформировался состав группы, по сей день сохраняющий стабильность. Альбом привлёк внимание Толстяка Майка (англ. Fat Mike) из NOFX, и тот подписал группу к своему лейблу Fat Wreck Chords, где вышли альбомы As the Eternal Cowboy и Searching for a Former Clarity.
Получая многочисленные предложения от «мажорных» компаний, участники группы раз за разом отклоняли их, но не сразу, а после продолжительных переговоров (включавших приемы, ужины, раздачу подарков и т. д.). В 2004 году юмористический видеорепортаж об этих похождениях Against Me! выпустили как документальный DVD «We’re Never Going Home». Фильм имел большой резонанс: о группе заговорили как об «истинных» панках, не боящихся открыто высмеивать нравы музыкального бизнеса.
Общественное мнение резко переменилось по отношению к группе после 2005 года, когда она подписала контракт с Sire Records. По всей стране по этому поводу прокатились «демонстрации протеста», одна из которых завершилась дракой с фэном и арестом Грейс. Вышедший в 2007 году альбом New Wave (по мнению «Керранга») продемонстрировал полную абсурдность обрушившихся на группу обвинений: она не утратила радикальности, выдав острые комментарии на глобальные политические темы («White People For Peace», «American Abroad») и ответив на критику контр-выпадами («Up the Cuts», «Piss and Vinegar») против американского «альтернативного рока» в целом.
В 2012 году Грейс публично сделала каминг-аут как транссексуальная женщина. В 2014 году, после длительного периода изменений в составе и неопределенности, связанной с будущим группы, вышел их шестой студийный альбом, Transgender Dysphoria Blues. 16 сентября 2016 года вышел седьмой альбом группы Shape Shift with Me.

## Периоды творчества группу

### 2011-17:Transgender Dysphoria BluesиShape Shift with Me
Грейс выразила желание выпускать как минимум один альбом в год в течение следующего десятилетия, и планировала выпустить шестой студийный альбом зимой 2011 года. Кроме того, она говорила о выпуске сингла до начала лета 2011 года с двумя оригинальными песнями. Сингл был назван Russian Spies/Occult Enemies и выпущен 14 июня 2011 года. На той же студийной сессии, группа записала кавер-версию песни из 8 сезона сериала «Холм одного дерева», выходившего в эфир 3 мая 2011 года.
3 июня 2011 года группа объявила о создании собственного лейбла «Total Treble Music». В июле 2011 года группа выпустила Black Crosses. В сентябре 2011 года Грейс создала студию звукозаписи в Элктоне, штат Флорида, для работы над будущими проектами группы. С тех пор студия получила название Total Treble Studio. Первой группой, которая записала альбом в студии, стала группа Cheap Girls из Лансинга, штат Мичиган, со своим альбомом Giant Orange.
В мае 2012 года Грейс публично заявила о том, что она транссексуальная женщина, и у неё гендерная дисфория с самого детства, также она начала переход.
«Я чувствовала себя так, как будто я врезала им по лицу. У нас были самые неловкие объятия в жизни, а потом они ушли. И как только я закрыла дверь, я спросила себя: „Какого хрена я только что сделала?“ Гендерная дисфория стала темой шестого студийного альбома группы, автобиографического рассказа Лоры Джейн Грейс о её опыте как транс-женщины, а также социальной и телесной дисфории. Они начали запись альбома в феврале 2012 года в студии Total Treble, работая без Бутча Вига. Вместо Батча роль звукорежиссёра и продюсера альбома заняла Грэйс. Вайнберг покинул группу в декабре того же года. В 2013 году барабанщик Атом Уиллард участвовал на концертах группы в Австралии и в итоге стал постоянных участником коллектива, новым барабанщиком группы с 31 июля 2013 года.
В марте 2013 года группа отменила тур по США с Bad Religion. В мае 2013 года басист Эндрю Сьюард также объявил о своем уходе из группы. Грейс предположила, что, возможно, группа не будет продолжать выступать под названием Against Me!, но всё равно продолжит существовать, потому что она считает, что новая запись содержит сообщение, которое Грейс хочет высказать.
24 июня 2013 года Грейс объявила, что работа над альбомом Transgender Dysphoria Blues завершена. Грэйс отправилась в сольный тур в августе того же года по ряду американских городов на восточном побережье в поддержку альбома.
15 июля 2013 года группа выпустила бесплатный сингл True Trans, с новой акустической песней „FUCKMYLIFE666“ и одноимённым „True Trans Soul Rebel“. 29 августа 2013 года Инге Йоханссон, ранее выступавший в (International) Noise Conspiracy и Refused, был утвержден в качестве нового басиста.
21 января 2014 года группа выпустила свой шестой полноформатный студийный альбом, Transgender Dysphoria Blues. Альбом хвалили за его качество, напоминающее более раннюю музыку Against Me!. На сегодняшний день этот альбом группы занимал самые высокие позиции в чартах, поднимавшийся на 23 место в the Billboard 200.
Новый альбом, 23 Live Sex Acts, был записан в последующем туре группы в 2014 году и был выпущен 4 сентября 2015 года.
В июле 2016 года группа объявила, что их седьмой студийный альбом Shape Shift with Me будет выпущен 16 сентября. Группа также сразу же выпустила песню с альбома „333“.
10 августа 2016 года в рамках Adult Swim Singles Program 2016 была выпущена вторая песня „Haunting, Haunted, Haunts“. Музыкальный клип на песню „Crash“, на который группу вдохновили Звёздные войны, был выпущен на 22 августа. 8 сентября весь альбом был доступен для потоковой передачи. [52] Shape Shift with Me, был выпущен 16 сентября 2016 года.
В октябре 2017 года в специальном шоу вместе с группой выступил Дастин Фридкин, ушедший из группы в 2002 году. В рамках шоу был впервые сыгран полностью первый альбом группы Reinventing Axl Rose, а также были сыграны другие треки той эпохи. Шоу было частью FEST 16. В августе 2018 года Грейс сообщила, что решительно настроена расформировать группу.

## Дискография

### Студийные альбомы
- Reinventing Axl Rose (2002 , No Idea Records)
- As the Eternal Cowboy (2003, Fat Wreck Chords)
- Searching for a Former Clarity (2005, Fat Wreck Chords, #114 US)
- New Wave (2007, Sire Records, #57 US)
- White Crosses (2010)
- Total Clarity (2011)
- Transgender Dysphoria Blues (2014)
- Shape Shift With Me (2016)

### Концертные альбомы
- Americans Abroad!!! Against Me!!! Live in London!!! (2006, Fat Wreck Chords)

### EPs
- Against Me! EP (2000, Crasshole Records)
- Crime as Forgiven By (2001, Plan-It-X Records)
- The Acoustic EP (2001, Sabot Productions)
- The Disco Before the Breakdown (2002, No Idea Records)

### Синглы
- „Cavalier Eternal“ (2004, No Idea Records)
- „Sink, Florida, Sink“ (2005, No Idea Records)
- „Don’t Lose Touch“ (12», 2005)
- «From Her Lips to God’s Ears» (12", 2006)
- «White People For Peace» (2007, Sire Records)
- «Thrash Unreal» (2007, #11 US Modern Rock, #51 Canada)
- «White People For Peace» (12", 2007, Sire Records)
- «Stop!» (2008, Sire Records, #27 US Modern Rock, #78 Canada)
- «New Wave» (2008, Sire Records)
- «I Was a Teenage Anarchist» (2010, Sire, #33 US Rock, #16 Modern Rock, #33 Billboard Hot 100)
- «High Pressure Low» (2010, Sabot Productions)
- «Russian Spies / Occult Enemies» (2011)
- «True Trans» (2013)
- «Unconditional Love» (2014)
- «Osama bin Laden as the Crucified Christ» (2015)
- «Stabitha Christie / First High of the Morning» (2017)